# Merdificació
Merdificació (enshittification en anglés, merdification en francés) és una pauta per la qual els productes i serveis en línia es degraden en qualitat. Al principi, els venedors creen ofertes d'alta qualitat per atraure usuaris; en acabant les degraden per servir millor als clients empresarials i, finalment, degraden els seus serveis als usuaris i als clients empresarials per igual, per tal de maximitzar els beneficis dels seus accionistes.
L'escriptor Cory Doctorow va encunyar el neologisme "enshittification" el novembre de 2022, tot i que no va ser el primer a descriure i etiquetar-ne el concepte.  L' American Dialect Society la va seleccionar com a Paraula de l'any en 2023.
Doctorow defensa dues maneres de reduir la merdificació: mantenir el principi d'extrem a extrem, que afirma que les plataformes haurien de transmetre dades en resposta a les sol·licituds dels usuaris en lloc de decisions basades en algorismes; i garantir el dret de sortida, és a dir, permetre a un usuari sortir d'una plataforma sense pèrdua de dades, la qual cosa requereix interoperabilitat. Aquestes accions tenen com a objectiu mantenir els estàndards i la fiabilitat de les plataformes en línia, emfasitzar la satisfacció dels usuaris i fomentar la competència comercial.

## Història i definició
"Enshittification" va ser utilitzat per primera vegada per Cory Doctorow en una entrada de blog el novembre de 2022, que es va reeditar posteriorment a Locus el gener de 2023. Doctorow va ampliar el concepte en una altra entrada de blog que es va reeditar al número de gener de 2023 de Wired : 
| « | Here is how platforms die: first, they are good to their users; then they abuse their users to make things better for their business customers; finally, they abuse those business customers to claw back all the value for themselves. Then, they die. I call this enshittification, and it is a seemingly inevitable consequence arising from the combination of the ease of changing how a platform allocates value, combined with the nature of a "two-sided market", where a platform sits between buyers and sellers, hold each hostage to the other, raking off an ever-larger share of the value that passes between them. | » |

En un article d'opinió del 2024 al Financial Times, Doctorow va argumentar que "la merdificació li està arribant absolutament a tot", amb plataformes "merdificadores" que aboquen la humanitat a un "merdocè".
Doctorow argumenta que les plataformes, quan són noves, ofereixen productes i serveis sense beneficiar-se'n, com una manera de guanyar nous usuaris. Una vegada que els usuaris s'hi han enganxat, la plataforma ofereix a proveïdors, sense beneficis, accés a la base d'usuaris. I una vegada que els proveïdors s'hi han enganxat, la plataforma es transforma i transfereix els beneficis als seus accionistes. Un cop centrada la plataforma en els accionistes, i un cop enganxats els usuaris i venedors, la plataforma ja no té cap incentiu per mantenir qualitat. Les plataformes merdificades que actuen com a intermediàries poden actuar tant com a monopoli dels serveis com com a monopson sobre els clients, ja que els alts costos de canvi impedeixen que cap d'ells marxe, fins i tot quan tècnicament existisquen alternatives. Doctorow ha descrit el procés de merdificació com a "retòrcer": l'ajust continu dels paràmetres del sistema a la recerca de millores dels marges de beneficis, sense tenir en compte cap altre objectiu La merdificació es pot veure com una forma de cerca de rendiments.
Per resoldre el problema, Doctorow ha proposat que se seguisquen dos principis generals:
- El primer és el respecte del principi d'extrem a extrem, que sosté que el paper d'una xarxa és lliurar de manera fiable les dades d'emissors voluntaris a receptors voluntaris. Quan s'aplica a les plataformes, això implica que els usuaris reben el que demanaven, no el que la plataforma preferisca presentar. Per exemple, els usuaris veurien tot el contingut dels usuaris als quals s'hagen subscrit, permetent als creadors de continguts arribar al seu públic sense passar per un algorisme opac; i quant als motors de cerca, les coincidències exactes per a les consultes de cerca es mostraran abans dels resultats patrocinats, en compte de després.[8]
- El segon és el dret de sortida, que sosté que els usuaris d'una plataforma puguen traslladar-se fàcilment a un altre lloc si no hi estan satisfets. Per a xarxes socials, això requereix interoperabilitat, contrarestar els efectes de xarxa que "enganxen" els usuaris i impedeixen la competència comercial entre plataformes. Per a les plataformes de mitjans digitals, significa permetre als usuaris canviar de plataforma sense perdre el contingut comprat per ells i que ara és bloquejat per la gestió de drets digitals.[8]

L' American Dialect Society va seleccionar "enshittification" com a Paraula de l'any de 2023.

## Recepció i impacte
El concepte de Doctorow ha estat citat per diversos estudiosos i periodistes com un marc per entendre la disminució de la qualitat de les plataformes en línia. Les discussions sobre la merdificació han aparegut en nombrosos mitjans de comunicació, incloses les anàlisis de com gegants tecnològics com Facebook, Google i Amazon han canviat els seus models de negoci per a prioritzar els seus beneficis a costa de l'experiència de l'usuari. Aquest fenomen ha suscitat debats sobre la necessitat d'intervencions normatives i models alternatius per tal de garantir la integritat i la qualitat de les plataformes digitals.

## Exemples

### Airbnb
En origen un disruptor que competia amb les cadenes hoteleres establertes, ara Airbnb cobra tarifes per nit que superen les dels hotels existents. Aquest és el resultat directe del fet que ara Airbnb cobra a clients i amfitrions més d'un 45% en comissions de serveis sobre les transaccions que utilitzen la plataforma en línia.

### Amazon
A la seua publicació original, Doctorow parlava de les pràctiques d'Amazon. El minorista en línia va començar per atraure usuaris amb productes venuts amb preus sota cost i (amb subscripció a Amazon Prime) enviament gratuït. Un cop consolidada la seua base d'usuaris,més venedors van començar a vendre productes a través d'Amazon. Finalment, Amazon va començar a afegir comissions per augmentar beneficis. El 2023, més del 45% del preu de venda dels articles ja anava a Amazon en forma de comissions diverses. Doctorow va descriure la publicitat dins d'Amazon com un esquema de payola en què els venedors licitaven entre ells per la preferència de classificació de cerca, i va dir que les cinc primeres pàgines d'una cerca de "llits per a gats" eren meitat anuncis.
Doctorow també ha criticat el servei Audible d'Amazon, que controla més del 90% del mercat d'audiollibres i aplica la gestió obligatòria de drets digitals (DRM) a tots els audiollibres. Va assenyalar que això significava que un usuari que abandonés la plataforma perdria l'accés a la seva biblioteca d'audiollibres. Doctorow va decidir el 2014 no vendre més els seus audiollibres a través d'Audible, sinó produir-los ell mateix, tot i que això significava guanyar molt menys que no deixant que Amazon apliqués DRM als seus llibres. Des de llavors, ha publicat més de mitja dotzena d'audiollibres de manera independent, ja que el sistema d'Amazon no els distribuiria sense DRM.

### Facebook
Segons Doctorow, Facebook oferia un bon servei fins que va arribar a una "massa crítica" d'usuaris, i es va fer difícil que la gent marxés perquè hauria hagut de convèncer els seus amics perquè els acompanyassen. Després, Facebook va començar a afegir publicacions d'empreses de mitjans als canals fins que les empreses de mitjans també van esdevenir dependents del trànsit de Facebook; i després es va ajustar l'algorisme per prioritzar publicacions de pagament "potenciades". Business Insider va estar d'acord amb l'opinió que Facebook s'estava merdificant, i va afegir que "inunda constantment els feeds dels usuaris amb contingut patrocinat (o "recomanat") i sembla soterrar les coses que la gent vol veure sota allò que Facebook decideix que és rellevant". Doctorow va assenyalar la controvèrsia de les mètriques de Facebook, en què les estadístiques de vídeo s'inflaven al lloc, cosa que va provocar que les empreses de mitjans de comunicació sobreinvertissen en Facebook i s'enfonsassen. Va descriure Facebook com a "completament merdificat".

### Cerca de Google
Doctorow cita també com a exemple la Cerca de Google, que va esdevenir dominant a través de resultats de cerca rellevants i anuncis mínims. Després es va degradar amb l'augment de la publicitat, l'optimització de motors de cerca i el frau total, beneficiant els seus clients publicitaris, cosa que va ser seguida per la connivència de Google per manipular el mercat d'anuncis publicitaris mitjançant Jedi Blue per recuperar el valor per si mateix. Doctorow també cita l'acomiadament de 12.000 empleats de Google el gener de 2023, que va coincidir amb un pla de recompra d'accions que "hauria pagat tots els seus sous durant els següents 27 anys", així com 'interés de Google a investigar un xat de cerca d'IA, "una eina que no et mostrarà el que demanes, sinó el que creu que hauries de veure".

### Netflix
Després d'anys de competir ferotgement en les anomenades "guerres de streaming", Netflix va emergir com el principal guanyador a principis dels anys 2020. Un cop va aconseguir una posició quasi monopolística, Netflix va procedir a augmentar els preus, introduir més anuncis, reprimir l'ús compartit de contrasenyes i cobrar més als usuaris per funcions que abans eren gratuïtes.

### Reddit

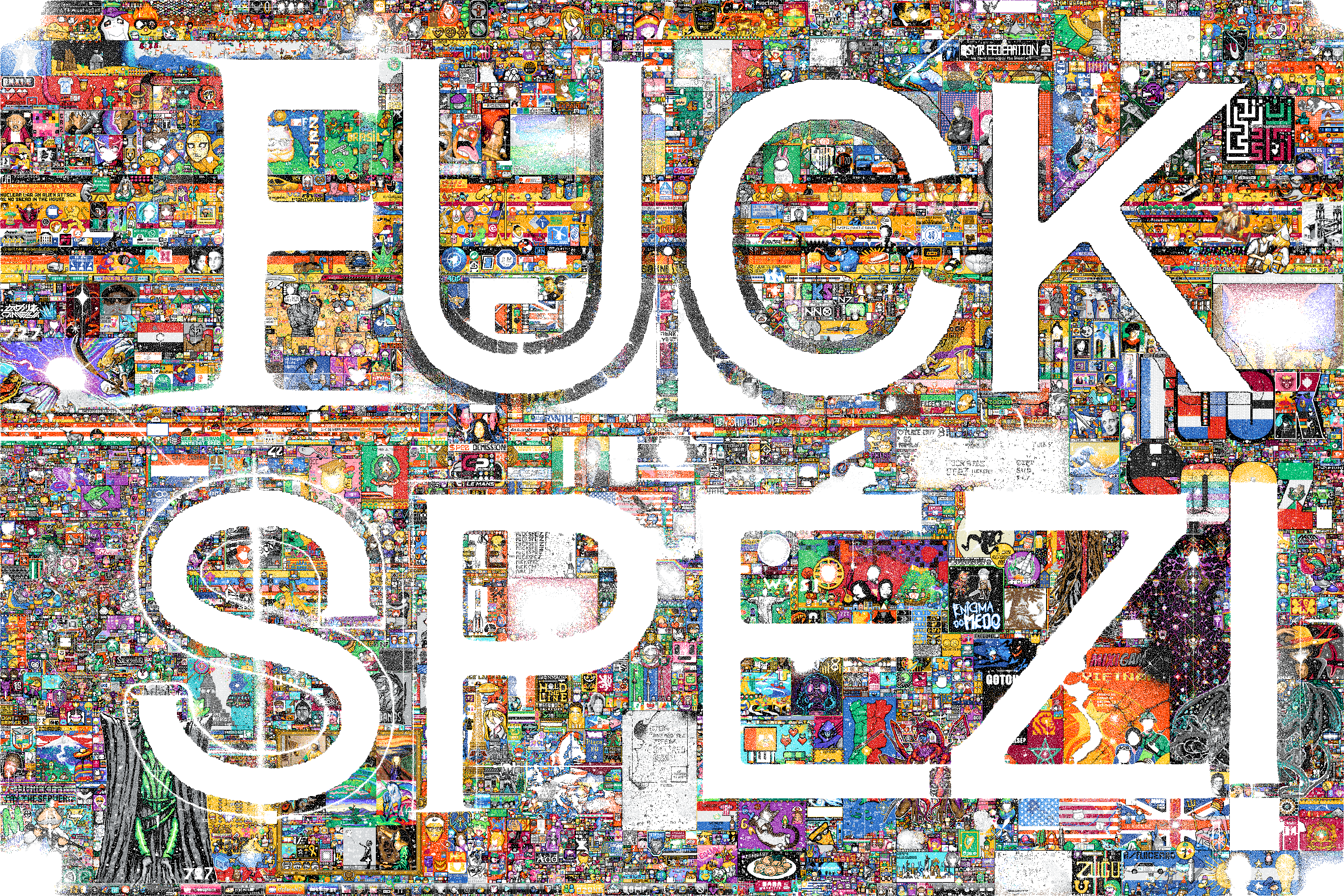
Els usuaris de Reddit protesten pels canvis a r/place. "Spez" és el nom d'usuari del CEO de Reddit, Steve Huffman.

El 2023, poc després de la presentació inicial d'una oferta pública inicial, Reddit va anunciar que començaria a cobrar tarifes per l'accés a l'API, una mesura que tancaria efectivament moltes aplicacions de tercers fent-les un cost prohibitiu d'operar. El conseller delegat, Steve Huffman, va declarar que va ser en resposta a les empreses d'IA que van esborrar dades sense pagar a Reddit per això, però la cobertura va vincular el moviment a la propera OPI; el moviment va tancar un gran nombre d'aplicacions de tercers, obligant els usuaris a utilitzar aplicacions oficials de Reddit que proporcionaven més beneficis a l'empresa. Els moderadors del lloc van fer una protesta contra la nova política de l'empresa, tot i que finalment els canvis van seguir endavant. Moltes aplicacions de Reddit de tercers, com ara l'aplicació Apollo, es van tancar a causa de les noves tarifes.
El setembre de 2024, Reddit va anunciar que els moderadors ja no tindran la capacitat de canviar l'accessibilitat de subreddit de "públic" a "privat" sense l'aprovació del personal de Reddit. Els moderadors ho van interpretar bàsicament com un canvi punitiu en resposta a les protestes de l'API de 2023.

### Twitter
El terme es va aplicar als canvis a Twitter arran de la seva adquisició el 2022 per part d'Elon Musk. Això va incloure el tancament de l'API del servei per impedir que s'utilitzés programari interoperable, la suspensió dels usuaris per publicar identificadors de Mastodon (servei rival) als seus perfils i la imposició de restriccions a la possibilitat de veure el lloc sense iniciar sessió. Altres canvis inclouen límits temporals de tarifes pel nombre de tuits que es podien veure al dia, la introducció de subscripcions de pagament al servei en forma de Twitter Blue,  i la reducció de la moderació. Musk va modificar l'algoritme per promocionar les seves pròpies publicacions per sobre d'altres, cosa que va provocar que els feeds dels usuaris s'inundessin amb el seu contingut el febrer de 2023. L'abril de 2024, Musk va anunciar que els nous usuaris haurien de pagar una tarifa per poder publicar.
Els canvis van provocar una disminució dramàtica dels ingressos de l'empresa. L'augment del discurs d'odi a la plataforma, especialment l'antisemitisme i la islamofòbia durant la guerra entre Israel i Hamàs, va fer que algunes organitzacions retiressin anuncis. Segons documents interns vists per The New York Times a finals de 2023, es preveia que les pèrdues dels anunciants costarien a l'empresa 75 milions de dòlars a finals d'any. Musk va donar una entrevista el 29 de novembre, en la qual va dir als anunciants que abandonaven el lloc web: "aneu a la merda". A l'agost de 2024, els ingressos havien caigut un 84% en comparació amb abans del lideratge de Musk.

### Uber
L'empresa de viatges compartits basat en aplicacions Uber va guanyar quota de mercat ignorant els sistemes de llicències locals, com ara els medallons de taxis, alhora que va mantenir artificialment baixos els costos dels consumidors subvencionant els viatges mitjançant el finançament de capital risc. Un cop van aconseguir un duopoli amb el competidor Lyft, l'empresa va implementar un augment de preus per augmentar el cost dels viatges als conductors i ajustar dinàmicament els pagaments realitzats als conductors.

### Unity
Els canvis proposats (i finalment abandonats) al model de llicència del motor de jocs Unity el 2023 van ser descrits per Gameindustry.biz com un exemple de merdificació, ja que els canvis s'haurien aplicat retroactivament a projectes que ja havien estat en desenvolupament durant anys, degradant la qualitat tant per als desenvolupadors com per als usuaris finals, tot augmentant les tarifes. Tot i que el mateix Unity Engine no és un mercat de dues cares, el pas estava relacionat amb la posició d'Unity com a proveïdor de serveis mòbils gratuïts per a desenvolupadors, inclosos els sistemes de compra integrada a l'aplicació.
En resposta a aquests canvis, molts desenvolupadors de jocs van anunciar la seva intenció d'abandonar Unity per un motor alternatiu, malgrat l'important cost de canvi de fer-ho, amb el dissenyador de jocs Sam Barlow utilitzant específicament la paraula merdificació quan descriu la nova política de tarifes com a motiu. L'ús del motor Unity als embussos de jocs va disminuir ràpidament el 2024, ja que els desenvolupadors independents van canviar a altres motors. L'ús d'unitat al Global Game Jam es va reduir al 36% aquell any, del 61% del 2023. El <i id="mwARU">GMTK</i> Game Jam també va informar d'un descens important en l'usuari d'Unity.

### Aplicacions de cites
El mercat d' aplicacions de cites s'ha citat com un exemple de merdificació a causa del conflicte entre l'objectiu ostensible de les aplicacions de cites d'associar-se i el desig dels seus operadors de convertir els usuaris a la versió de pagament de l'aplicació i retenir-los com a usuaris de pagament indefinidament en mantenir-los solters, creant un incentiu pervers que fa que el rendiment disminueixi amb el temps a mesura que els esforços de monetització comencen a dominar. El modelatge matemàtic ha suggerit que els interessos financers dels operadors d'aplicacions ofereixen a la seva base d'usuaris una experiència subòptima.